# Patinatge de velocitat als Jocs Olímpics d'hivern de 1960 - 3.000 metres femenins
Als Jocs Olímpics d'Hivern de 1960 celebrats a la ciutat de Squaw Valley (Estats Units) es disputà una prova de patinatge de velocitat sobre gel sobre una distància de 3.000 metres en categoria femenina. Aquesta fou la primera vegada que aquesta prova formava part del programa olímpic. La competició se celebrà el dia 23 de febrer de 1960 a les instal·lacions de Squaw Valley.

## Comitès participants
Participaren 20 patinadores de velocitat de 10 comitès nacionals diferents.
| - Alemanya (2) - Canadà (2) - Corea del Sud (1) - Estats Units (3) - Finlàndia (2) |  | - França (1) - Japó (2) - Polònia (2) - Suècia (2) - Unió Soviètica (3) |

## Resum de medalles
| Or                | Argent            | Bronze        |
| Lidiya Skoblikova | Valentina Stenina | Eevi Huttunen |

## Rècords
Rècords establerts anteriorment als Jocs Olímpics d'hivern de 1960.
| Rècord del món | 5:13.8 m | Rimma Zhukova | Medeo (URSS) | 23 de gener de 1953 |
| Rècord olímpic |          | -             |              |                     |

## Resultats
| Posició | Patinador           | Temps       |
| ------- | ------------------- | ----------- |
| 1       | Lidiya Skoblikova   | 5:14.2 (RO) |
| 2       | Valentina Stenina   | 5:16.9      |
| 3       | Eevi Huttunen       | 5:21.0      |
| 4       | Hatsue Takamizawa   | 5:21.4      |
| 5       | Christina Scherling | 5:25.5      |
| 6       | Helena Pilejczyk    | 5:26.2      |
| 7       | Elwira Seroczyńska  | 5:27.3      |
| 8       | Jeanne Ashworth     | 5:28.5      |
| 9       | Tamara Rylova       | 5:30.0      |
| 10      | Yoshiko Takano      | 5:30.9      |
| 11      | Elsa Einarsson      | 5:32.2      |
| 12      | Iris Sihvonen       | 5:35.2      |
| 13      | Inge Görmer         | 5:37.5      |
| 14      | Doreen Ryan         | 5:39.7      |
| 15      | Françoise Lucas     | 5:42.5      |
| 16      | Margaret Robb       | 5:43.5      |
| 17      | Gisela Toews        | 5:48.3      |
| 18      | Cornelia Harrington | 5:57.5      |
| 19      | Beverly Buhr        | 6:03.1      |
| 20      | Kim Gyeong-Hoe      | 6:08.2      |

RO: rècord olímpic